# وعلان إفريقي
وعلان أفريقي (الاسم العلمي:Commelina africana) هو نوع من النباتات يتبع جنس الوعلان من الفصيلة الوعلانية.